# José Pedro Soares (militar)
José Pedro Soares (Ribeira Grande (Açores), 10 de setembro de 1873 — Angra do Heroísmo, 7 de dezembro de 1933) foi um oficial do Exército Português que exerceu importantes funções políticas, incluindo as de presidente de Câmara Municipal de Angra do Heroísmo.

## Biografia
Natural da Ribeira Grande, ilha de São Miguel, era sobrinho do padre José Pedro Soares, professor liceal e professor do Seminário Episcopal de Angra. Muito jovem fixou-se em Angra do Heroísmo, sob a protecção do tio, com o objectivo de ingressar no Seminário. Não tendo, contudo, interesse na carreira eclesiástica, assentou praça a 18 de Janeiro de 1893 como voluntário no Regimento de Artilharia n.º 4, e iniciou uma carreira militar que o levaria a frequentar o curso da arma de Artilharia na Escola do Exército, sendo sucessivamente promovido em em 1897 a 2.º tenente, em 1899 a tenente, em 1911 a capitão, em 1917 a major, em 1919 a tenente-coronel, terminado a sua carreira em coronel, posto que atingiu em 1922.
No posto de capitão foi presidente da Comissão Administrativa da Câmara Municipal de Angra do Heroismo no período de 20 de outubro a 23 de novembro de 1911, na sequência da demissão dos órgão eleitos que resultou a implantação da República Portuguesa.
Embora tenha feito maior parte da sua carreira nas unidades de guarnição das ilhas dos Açores, teve algumas passagens por unidades militares situadas na região de Lisboa, já que, como tenente-coronel, foi 2.º comandante do Regimento de Obuses de Campanha (1920) e do Regimento de Artilharia de Monsanto (1923).
Nos Açores, serviu no Castelo de São João Baptista de Angra como capitão a partir de 1916. Nesse periodo foi comandante da Artilharia dos Açores (1918) e  ocupou o cargo de governador da dita fortaleza por duas vezes, em 1919, como major, e em 1925 como coronel, nos termos da organização do Exército de 1911 que dispunha que o Governador do Castelo seria o oficial mais graduado ou mais antigo da unidade ali aquartelada, quando oficial superior. Em 1925, no posto de coronel, exerceu as funções de chefe do Distrito de Recrutamento n.º 25, sedeado em Angra do Heroísmo. Foi comandante de Artilharia do Governo Militar dos Açores, em 1927, e delegado da arma de Artilharia, em 1928.
Em Setembro de 1930 assumiu interinamente o cargo de Governador Militar dos Açores, com quartel-general em Angra do Heroísmo, cargo que acumulava com o de Governador do Castelo de São João Baptista nos termos da reorganização do Exército de  1927. Durante o seu governo eclodiu na Terceira a revolta das Ilhas, que em Angra ocorreu de 8 a 18 de abril 1931. Aquele levantamento contra a Ditadura Nacional foi promovida pelos deportados políticos exilados na cidade de Angra do heroísmo e apoiada por alguns oficiais da guarnição. Nessa altura esteve preso em casa pelos revoltosos e a sua conduta foi muito criticada pelo oficial sindicante, depois da revolta ter sido dominada, o coronel Joaquim Pimenta de Castro, mas foi ilibado, não sendo demitido do Exército como ocorreu com a maioria dos oficiais e sargentes que ao tempo prestavam serviço na guranição de Angra. Foi ainda assim colocado punitivamente na inspecção da artilharia do Comando Militar dos Açores, com início a 27 de novembro de 1931.
Casou na Terceira, em 1903, com  Maria Emília Pereira da Silva. Foi condecorado com as medalhas de prata e ouro da Medalha de Comportamento Exemplar e era detentor da medalha comemorativa das campanhas do Exército Português, com a legenda «Ponta Delgada - Defesa Marítima - 1916-1918». 